# Bobby Breen
Pour les articles homonymes, voir Breen.
Bobby Breen (né Isadore Borsuk le 4 novembre 1927 et mort le 19 septembre 2016) est un acteur et chanteur américain né au Canada. Il a eu une première popularité comme enfant chanteur, durant les années 1930 puis a atteint une plus grande popularité avec ses apparitions dans des films et à la radio.

## Filmographie
- 1936 : Let's Sing Again (en) : Billy Gordon
- 1936 : Rainbow on the River (en) : Philip Ainsworth
- 1937 : Make a Wish (en) : Chip Winters

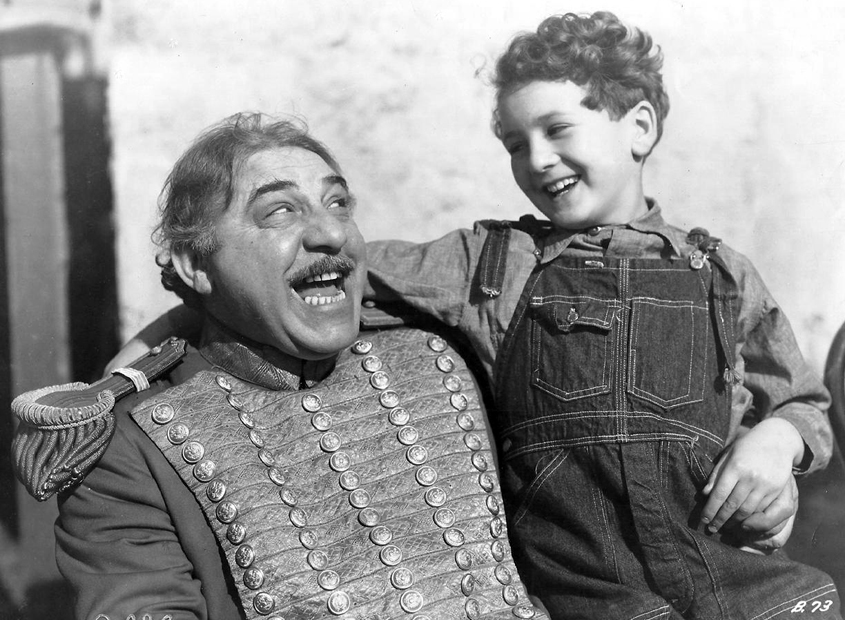
Bobby Breen et Henry Armetta dans Let's Sing Again (1936)

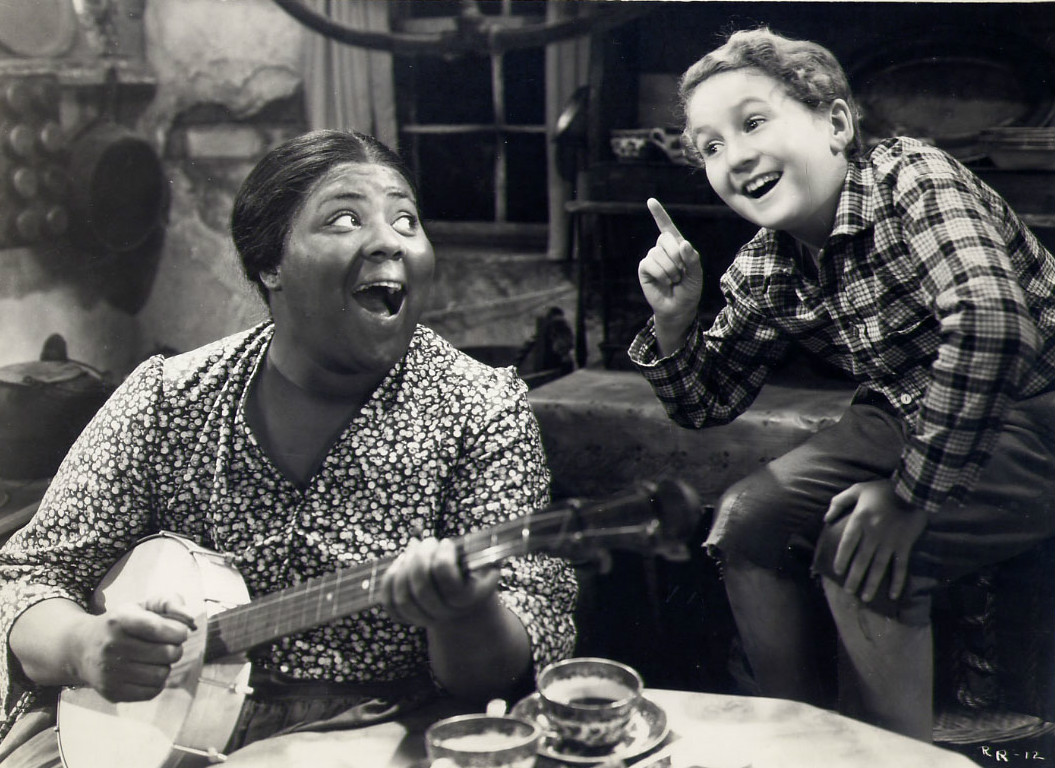
Avec Louise Beavers dans Rainbow on the River (1936)

- 1938 : Hawaii Calls d'Edward F. Cline : Billy Coulter
- 1938 : Sérénade sur la glace (Breaking the Ice) d'Edward F. Cline : Tommy Martin
- 1939 : Le Petit Pêcheur de San Francisco  (Fisherman's Wharf) de Bernard Vorhaus : Tony Roma
- 1939 : Way Down South : |Timothy Jr Reid
- 1939 : Escape to Paradise (en) : Roberto Ramos
- 1942 : Johnny Doughboy : Lui-même

## Dans la culture populaire
Breen est l'une des personnes représentées sur la pochette de l'album des Beatles, Sgt. Pepper's Lonely Hearts Club Band Il a trouvé surprenante son inclusion sur la couverture de l'album.